# Segré
Segré é uma ex-comuna francesa na região administrativa da Pays de la Loire, no departamento de Maine-et-Loire. Estendeu-se por uma área de 15.87 km². Em 2010 a comuna tinha 18 306 habitantes (densidade: 1 153,5 hab./km²).
Em 15 de dezembro de 2016 foi fundida com as comunas de Aviré, Le Bourg-d'Iré, La Chapelle-sur-Oudon, Châtelais, La Ferrière-de-Flée, L'Hôtellerie-de-Flée, Louvaines, Marans, Montguillon, Noyant-la-Gravoyère, Nyoiseau, Sainte-Gemmes-d'Andigné, Saint-Martin-du-Bois e Saint-Sauveur-de-Flée para a criação da nova comuna de Segré-en-Anjou Bleu.